# Kotolnica (szczyt)
Kotolnica (869 m) – szczyt w Wielkiej Fatrze na Słowacji. Wznosi się w jej części zwanej  Szypską Fatrą, pomiędzy szczytami Žiar (904 m) i Tlstá hora (1063 m).
Kotolnica to niewielkie, ale wyraźne wzniesienie w grzbiecie łączącym Žiar i Tlstą horę. Porasta ją las. Na zachodnich stokach Kotolnicy znajdują się łąki i zabudowania osady Studničná będącej częścią wsi Komjatná. Stoki wschodnie opadają do doliny potoku Likavka (Likavčanka).
Nazwa kotelnica (słow.  kotolnica) spotykana jest w wielu miejscach w Karpatach. Pochodzi od gwarowego słowa kotelnica, które ma dwa znaczenia: 1) kotlina lub inna depresja w terenie; 2) miejsce kocenia się (i zimowania) owiec.